# Шајло (Алабама)
Шајло (енгл. Shiloh) град је у америчкој савезној држави Алабама. По попису становништва из 2010. у њему је живело 274 становника.

## Демографија
Према попису становништва из 2010. у граду је живело 274 становника, што је 15 (5,2%) становника мање него 2000. године.
| Група             | 2000.       | 2010.       |
| Белци             | 282 (97,6%) | 260 (94,9%) |
| Афроамериканци    | 0 (0,0%)    | 4 (1,5%)    |
| Азијати           | 0 (0,0%)    | 0 (0,0%)    |
| Хиспаноамериканци | 2 (0,7%)    | 2 (0,7%)    |
| Укупно            | 289         | 274         |